# 拉伊德·薩利赫
拉伊德·薩利赫（羅馬化：Raed al-Saleh）是敘利亞的人道救援領袖及政府官員，自2025年3月29日起擔任第二屆敘利亞過渡政府緊急與災害管理部部長。
在此之前，他曾是「白頭盔」組織總監。該組織是一支志願民事防護組織，活躍於敘利亞反對派控制地區，負責戰時救援與緊急應對工作。

## 職業生涯
薩利赫在「白頭盔」組織的領導層中發揮重要作用，統籌搜尋與救援行動、提供醫療援助，並領導戰亂地區的災害應對工作。在他的帶領下，「白頭盔」獲得國際廣泛認可，並因其人道救援行動屢獲殊榮，包括多次獲得獎項提名，其中更包括諾貝爾和平獎。2017年，他被《時代雜誌》評為100名最具影響力人物之一。
除民防工作外，他亦獲第二屆敘利亞過渡政府任命為緊急與災害管理部部長，繼續專注於危機應對與人道救援協調。